# Ribes inerme
Ribes inerme är en ripsväxtart som beskrevs av Per Axel Rydberg. Ribes inerme ingår i släktet ripsar, och familjen ripsväxter. Utöver nominatformen finns också underarten R. i. klamathense.

## Bildgalleri

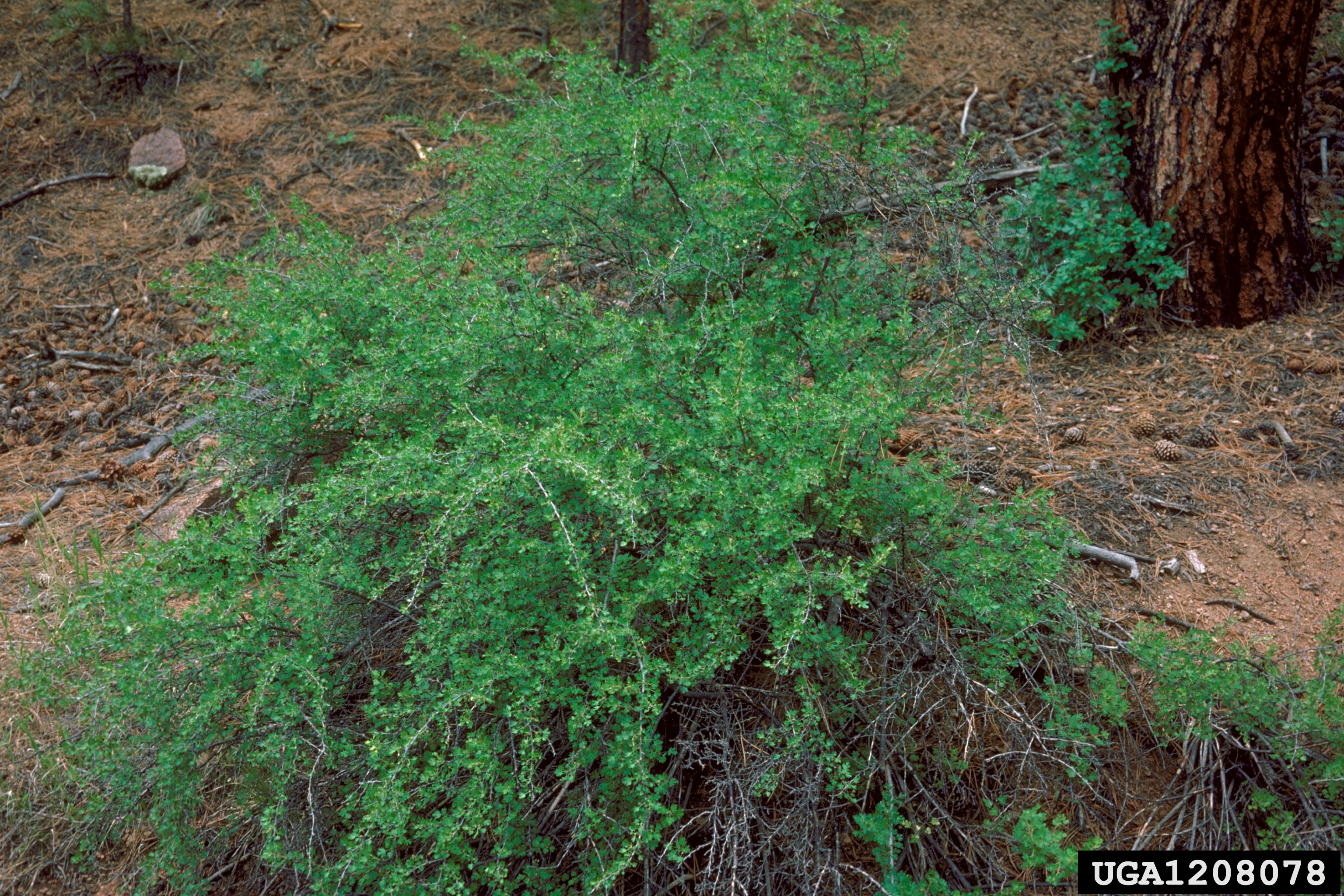